# Haplormosia monophylla
Haplormosia monophylla är en ärtväxtart som först beskrevs av Hermann August Theodor Harms, och fick sitt nu gällande namn av Hermann August Theodor Harms. Haplormosia monophylla ingår i släktet Haplormosia och familjen ärtväxter. Inga underarter finns listade i Catalogue of Life.